# Шеккер, Иван Иванович
Иван Иванович Шеккер (11 марта 1909, Россия — 9 октября 1967, Киев) — советский кинооператор.

## Биография
Родился в 1909 году.
С 1925 — фотокорреспондент, одновременно в 1927—1928 годах учился на операторском факультете Одесского кинотехникума.
С 1929 года — оператор Киевской киностудии художественных фильмов.
Начинал в области научно-популярного кино. Первая самостоятельная операторская работа: «Не задерживайте движения» (1930).
В годы Великой Отечественной войны был фронтовым оператором на 2-м Украинском фронте.
После войны продолжил работать кинооператором на Киевской киностудии.
Автор научно-исследовательской разработки комбинированного метода съемки «мокрая маска».
Умер в 1967 году в Киеве.

## Фильмография
Кинооператор полнометражных художественных фильмов:
- 1930 — Не задерживайте движения
- 1930 — Трансбалт
- 1931 — Чёрная кожа
- 1933 — Любовь
- 1934 — Счастливый финиш
- 1936 — Я люблю
- 1939 — Большая жизнь
- 1946 — Центр нападения
- 1947 — Голубые дороги
- 1951 — Тарас Шевченко
- 1955 — Педагогическая поэма
- 1956 — Девушка с маяка
- 1958 — Гроза над полями
- 1961 — Украинская рапсодия